# 莫爾頓山

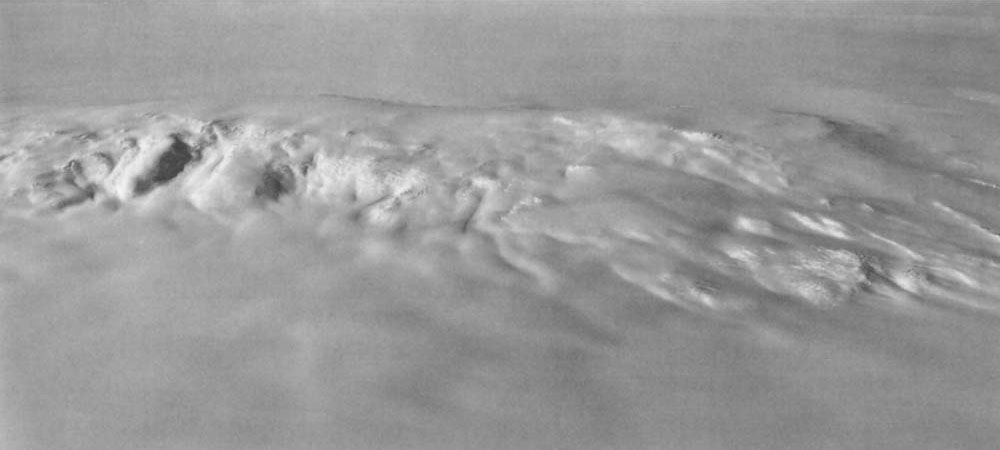

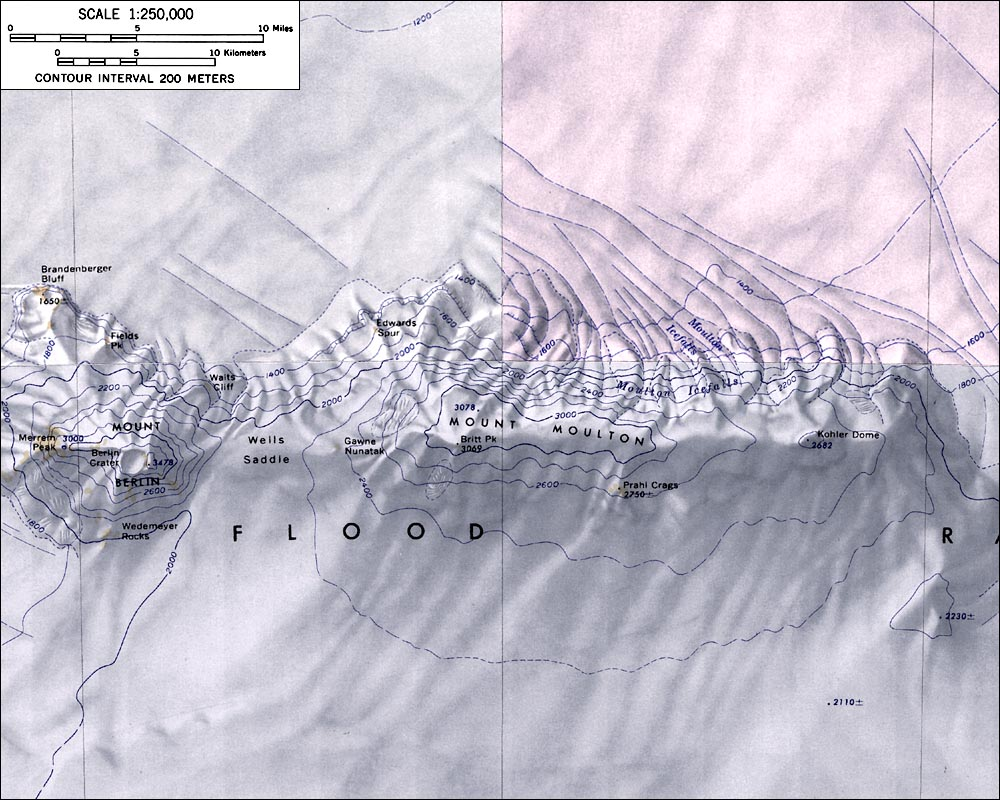

76°03′S 135°08′W / 76.050°S 135.133°W
莫爾頓山（英語：Mount Moulton）是南極洲的火山，位於瑪麗伯德地，距離柏林山約16公里，海拔高度3,078米，該火山的北坡有冰瀑，在1940年被美國探險隊發現。